# 安扎诺德尔帕尔科
安扎诺德尔帕尔科（義大利語：Anzano del Parco），是意大利科莫省的一个市镇。总面积3平方公里，人口1721人，人口密度573.7人/平方公里（2009年）。ISTAT代码为013009。